# Juist (eiland)
Juist (spreek uit: Jühst) is een Oost-Fries waddeneiland en tevens een gemeente in de Duitse deelstaat Nedersaksen. Het eiland ligt ten oosten van Borkum en ten westen van Norderney.
De gemeente Juist is bestuurlijk onderdeel van de Landkreis Aurich en bestaat uit twee dorpen: Juist (lokaal ook bekend als Dorf) en Loog. De gemeente telt 1.534 inwoners.  Toerisme is de voornaamste bron van inkomsten.

## Geografie
Een bijzonderheid van Juist is dat het een zeer smal eiland is; bij een lengte van 17 km is het slechts 500 m breed bij hoogwater. Ondanks deze geringe breedte is er wel een binnenmeer, de Hammersee. Juist wordt het Töwerland genoemd, oftewel het schone land. Het is ook bekend vanwege zijn eindeloos ogende zandstrand, dat zonder onderbreking bij laag water bijna 20 km lang is en vrij breed.
Juist verliest aan de westkant (Bill-Polder) steeds meer land doordat de vegetatie niet in staat is de zandgrond voldoende vast te houden. Aan de oostzijde groeit het eiland daarentegen aan. Aan de westkant ligt de Oostereems, de oostelijke benedenloop van de rivier de Eems in de Eemsmonding.

## Geschiedenis
Het eiland is ontstaan in de laatste ijstijd door het samendrukken van ijs. De naam Juist kwam in de stukken voor het eerst naar voren in 1398. De naam kan afgeleid zijn van het Friese woord “güst” wat onvruchtbaar betekent. Andere bronnen geven de mogelijkheid dat de naam komt van "het eiland dat juist ontstaan is". Rond 1651 werd het eiland door een zware storm in tweeën gedeeld. 250 jaar later werd er een stuifdijk aangelegd, hierdoor werd het weer één eiland en is de Hammersee ontstaan. De Hammersee is inmiddels brak geworden en wordt ook steeds ondieper. Het meer is een belangrijk gebied voor vogels.
Otto Leege heeft aan het begin van de afgelopen eeuw een bos aangelegd in de duinen en toen is er ook damwild naar het eiland gebracht. Inmiddels zijn de bomen en struiken een respectabel bos geworden en houden jagers de populatie van het damwild op peil.

## Politiek

### Samenstelling van de gemeenteraad
De gemeenteraad van Juist bestaat uit tien gekozen leden en de burgemeester. De samenstelling is als volgt:
| Partij/Groepering     | 2006 | 2011 | 2016 |
| --------------------- | ---- | ---- | ---- |
| CDU                   | 6    | 5    | 5    |
| SPD                   | 2    | 1    | 1    |
| Bündnis 90/Die Grünen | 2    | 2    | 1    |
| Pro Juist             | -    | 2    | 3    |

### Burgemeester
Op 9 september 2001 kozen de kiesgerechtigde burgers van Juist voor de eerste maal rechtstreeks de burgemeester, die gelijktijdig de taken overnam van de gemeentesecretaris en de kuurdirecteur. Gekozen werd Karl Josef Wederhake, die in 2006 herkozen werd. Na zijn overlijden in 2008 werden vervroegde verkiezingen gehouden waarbij Dietmar Patron tot burgemeester werd gekozen. De burgemeestersverkiezing van 2016 werd gewonnen door Tjark Goerges van de partij Pro Juist.

### Jumelage
De gemeente heeft een jumelage met Hiddensee in Mecklenburg-Voor-Pommeren.

## Economie en infrastructuur

### Verkeer

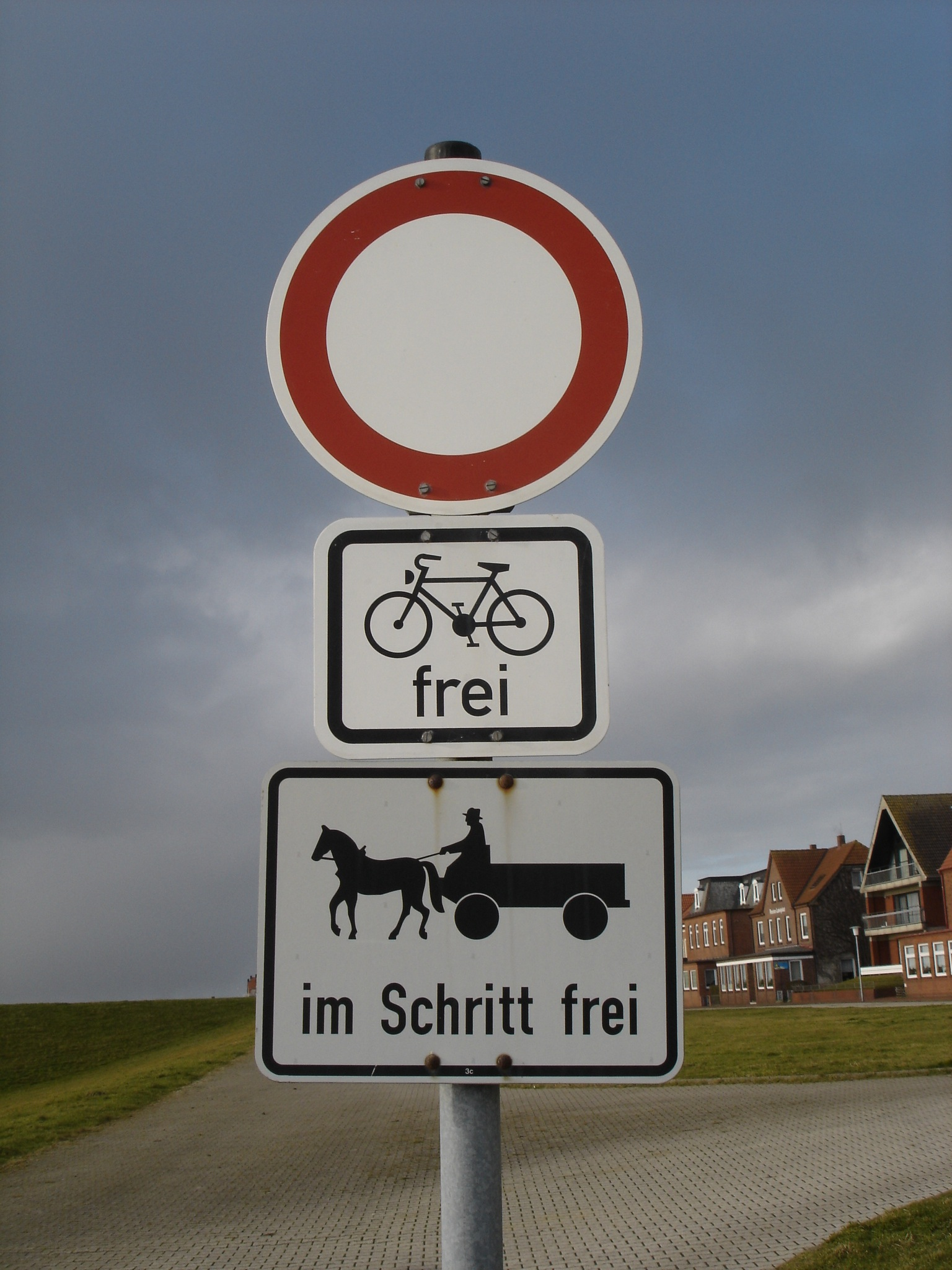
Verkeersbord in Juist

Juist is per veerboot te bereiken vanuit Norddeich. Deze dienst wordt onderhouden door Rederij Norden-Frisia. De dienstregeling is afhankelijk van het getij, want door de ondiepe geulen is het eiland alleen bij hoogwater bereikbaar. Dit betekent over het algemeen dat de boot maar eenmaal per dag kan varen. Aangezien de getijden wisselen, is dat iedere dag op een ander tijdstip. De overtocht per schip vanuit Norddeich, afhankelijk van windkracht en waterstand, duurt ongeveer 90 minuten.
Het eiland heeft een klein vliegveld. Luchtverbindingen worden geboden door de maatschappij FLN. De vloot van deze maatschappij bestaat uit Britten-Norman BN-2 Islander (10 plaatsen) en een Cessna met 4 plaatsen.
Zoals de meeste eilanden is Juist autovrij. Op het eiland hebben alleen de brandweer, het Rode Kruis en huisartsen auto's. De politie heeft alleen dienstfietsen. De posterijen en de rederij bezitten elektrische wagentjes. Enkele bedrijven en de kustbeschermingsdienst van Nedersaksen bezitten tractoren, die voor elke rit door het dorp een ontheffing moeten aanvragen. Veel straten bestonden vroeger uit een zandpad met loop-/fietspaden aan de zijkant. De meeste straten zijn van steen. Tot 1982 had Juist een smalspoorlijn, maar die werd opgeheven, omdat er een haven gebouwd werd. De jachthaven ligt dicht bij het dorp/centrum, maar heeft ernstig last van verzanding. Elk jaar wordt die uitgebaggerd.